# 汤池站
汤池站是位于黑龙江省齐齐哈尔市泰来县汤池镇的一个铁路车站，邮政编码162411。车站建于1926年，有平齐铁路经过该站，现办理客货运业务，车站及其上下行区间均已电气化。车站距离四平站528公里，隶属哈尔滨铁路局，是四等站。

## 业务办理
客运办理旅客乘降，行李，包裹托运业务。货运办理整车货物到发，不办理危险货运到发。